# Campet-et-Lamolère
Campet-et-Lamolère is een gemeente in het Franse departement Landes (regio Nouvelle-Aquitaine) en telt 266 inwoners (1999). De plaats maakt deel uit van het arrondissement Mont-de-Marsan.

## Geografie
De oppervlakte van Campet-et-Lamolère bedraagt 18,7 km², de bevolkingsdichtheid is 14,2 inwoners per km².
De onderstaande kaart toont de ligging van Campet-et-Lamolère met de belangrijkste infrastructuur en aangrenzende gemeenten.

## Demografie
Onderstaande figuur toont het verloop van het inwonertal (bron: INSEE-tellingen).